# Jamnalal Bajaj Award

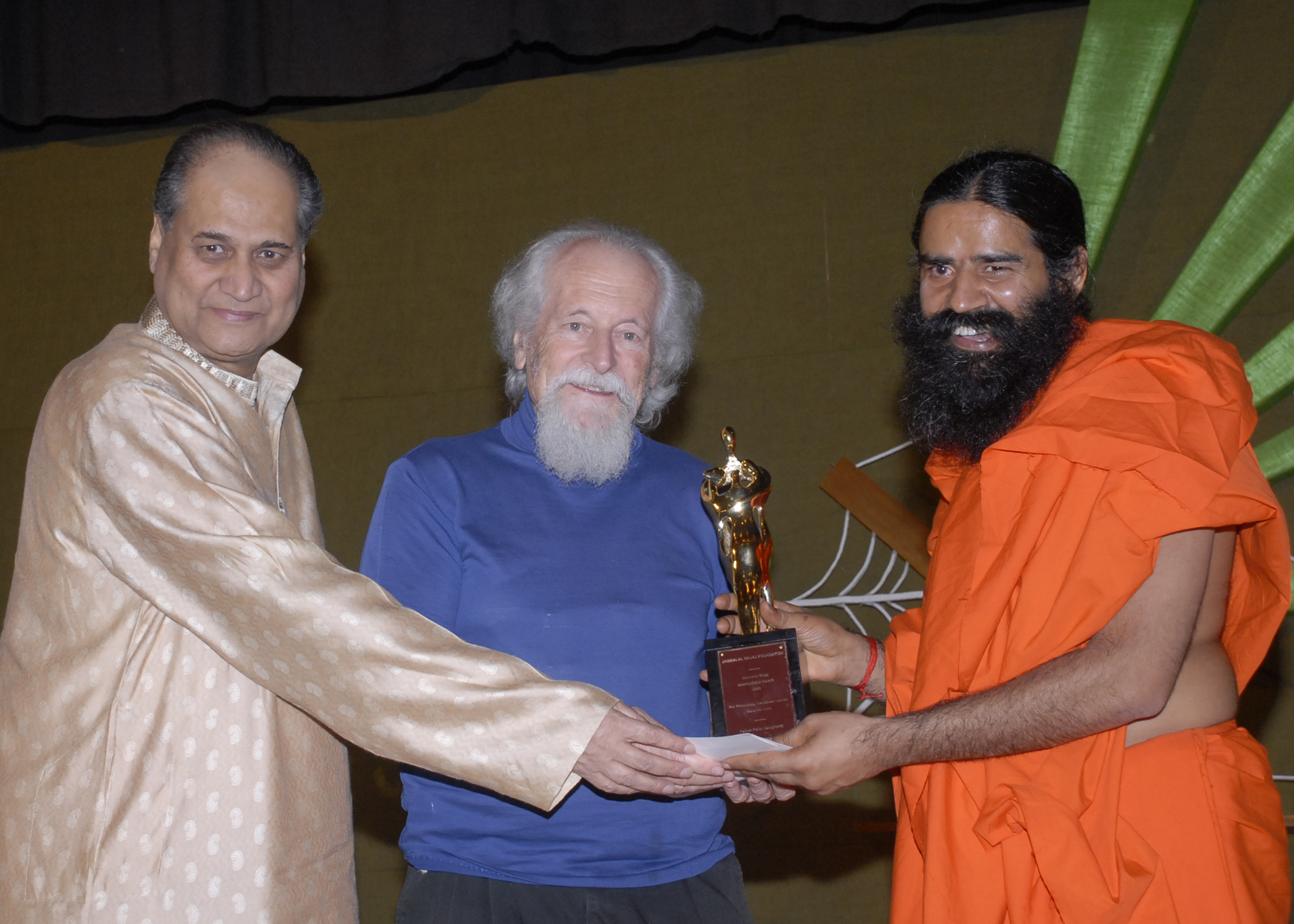
Le révérend père Charles Peter Dougherty de la Meta Peace Team lors de sa remise du prix international Jamnalal Bajaj 2009 pour la promotion des valeurs gandhiennes en dehors de l'Inde.

Le Jamnalal Bajaj Award est un prestigieux prix indien, remis à une personnalité porteuse des valeurs de Gandhi, au service de la communauté et du développement social. Créé en 1978, par la Fondation Jamnalal Bajaj de Bajaj Groupe, il est donné chaque année dans quatre catégories, et en général remis par le Président de l'Inde, le Vice-président, le Premier Ministre, ou une figure politique de premier plan. La fondation est actuellement dirigée par Rahul Bajaj. Elle a vu le jour en mémoire du philanthrope et proche collaborateur du Mahatma Gandhi, Jamnalal Bajaj,. La cérémonie de remise des prix a lieu à la date de son anniversaire, le 4 novembre,.